# 梅諾米尼鎮區 (伊利諾伊州喬戴維斯縣)
梅諾米尼鎮區（英語：Menominee Township）是位於美國伊利諾伊州喬戴維斯縣的一個行政鎮區。

## 地方資料
根據2010年美國人口普查的數據，梅諾米尼鎮區的面積為79.10平方千米，當中陸地面積為72.50平方千米，而水域面積為6.60平方千米。當地共有人口1084人，而人口密度為每平方千米13.7人。